# Chiesa di Santa Caterina (Colle di Val d'Elsa)
La chiesa di Santa Caterina è un luogo di culto cattolico che si trova a Colle di Val d'Elsa, in provincia di Siena, all'interno dell'arcidiocesi di Siena-Colle di Val d'Elsa-Montalcino.
Documentata dalla fine del XIII secolo, è stata successivamente trasformata nel XVIII secolo.

## Descrizione
Della struttura romanica resta un portale laterale, interessante per la tipologia dell'architrave, realizzato da conci di arenaria incastrati a formare una decorazione. La facciata è a capanna ed ha il portale in bugnato con il timpano triangolare e una finestra semicircolare.
L'interno è un'aula rettangolare con volte a crociera, l'area presbiteriale è leggermente rialzata e preceduta da una trabeazione sostenuta da due imponenti colonne tuscaniche. Di grande interesse è il gruppo scultoreo in terracotta policromata nell'attiguo oratorio della Compagnia della Croce, raffigurante il Compianto sul Cristo morto di Zaccaria Zacchi (inizio XVI secolo).